# Saprolegniaceae
Saprolegniaceae Kütz. – rodzina grzybopodobnych organizmów zaliczanych do typu lęgniowców.

## Charakterystyka
Gatunki należące do rodziny Saprolegniaceae to grzyby wodne powszechnie występujące we wszystkich wodach słodkich. Niektóre ich gatunki są pasożytami ryb. Ich grzybnia przypominająca wyglądem puch bawełny rozwija się na skórze ryb. Infekuje rany spowodowane urazami lub bakteriami. Liczne gatunki tej rodziny są saprotrofamii szybko pojawiającymi się na martwych ciałach ryb lub jajach. Niektóre gatunki mogą atakować także narządy wewnętrzne ryb, takie jak pęcherz powietrzny i jelita. Jeszcze inne grzyby, zwłaszcza Dermocystidium, są prawdopodobnie przyczyną najgorszych znanych chorób zakaźnych ostryg. Inne gatunki rodzaju Dermocystidium mogą u ostryg zaatakować muszlę i przyczep mięśnia przywodziciela do tej muszli.
Saprolegniaceae tworzą strzępki bez sept. Zazwyczaj tworzą dwie formy pływek (zoospor). Pływki wtórne są charakterystycznie odmienione i poprzecznie rozwidlone. Mają dwie różniące się wici; jedna błyszcząca skierowana jest do przodu, druga typu whiplash skierowana jest do tyłu. Gatunki rodziny Saprolegniaceae wyróżniają się przede wszystkim cechami bezpłciowymi, zwłaszcza kształtem zoosporangium, sposobem uwalniania zoospor oraz sposobem odnowy zoosporangium. Istnieją różnice w postaciach między trzema głównymi grzybami Saprolegniaceae związanymi z chorobą ryb (Aphanomyces, Achlya i Saprolegnia). Identyfikacja tych grzybów na poziomie gatunku zwykle zależy od produkcji struktur płciowych.

## Systematyka i nazewnictwo
Pozycja w klasyfikacji według Index Fungorum: Achlya, Saprolegniaceae, Saprolegniales, Saprolegniidae, Peronosporea, Incertae sedis, Oomycota, Chromista.
Rodzina Saprolegniaceae została utworzona w 1823 r. przez Friedricha Traugotta Kützinga. Według Index Fungorum, który bazuje na Dictionary of the Fungi należą do niej rodzaje
- Achlya Nees 1823
- Aplanes de Bary 1888
- Aplanopsis Höhnk 1952
- Archilegnia Apinis 1935
- Brevilegnia Coker & Couch 1927
- Calyptralegnia Coker 1927
- Couchia W.W. Martin 1981
- Dictypleiosporus Gandhe 2006
- Dictyuchus Leitg. 1868
- Hamidia Chaudhuri 1942
- Hydatinophagus Valkanov 1931
- Isoachlya Kauffman 1921
- Jaraia Nemec 1912
- Newbya M.W. Dick & Mark A. Spencer 2002
- Phragmosporangium R.L. Seym. 2005
- Protoachlya Coker 1923
- Pythiopsis de Bary 1888
- Saprolegnia Nees 1823
- Scoliolegnia M.W. Dick 1969
- Sommerstorffia Arnaudov 1923
- Sporonema M. Perty 1849
- Thraustotheca Humphrey 1893
- Verrucalvus P. Wong & M.W. Dick 1985